# 봉화 정씨
봉화 정씨(奉化 鄭氏)는 경상북도 봉화군을 본관으로 하는 한국의 성씨이다.

## 역사
봉화정씨(奉化鄭氏) 시조 정공미(鄭公美)는 고려 후기 봉화현(奉化縣)의 호장(戶長)을 역임하였다.
정공미의 증손자 정운경(鄭云敬)이 충숙왕 때 과거에 급제하여 검교밀직제학(檢校密直提學)·보문각제학(寶文閣提學)·상호군(上護軍)을 역임하였다.
정운경의 아들 정도전(鄭道傳)도 과거에 급제하였으며, 창왕(昌王)을 폐하고 공양왕(恭讓王)을 추대하여 봉화현충의군(奉化縣忠義君)에 봉해졌다. 이후 1392년 공양왕의 선양을 이끌어 내고 이성계를 왕으로 추대하여 조선 개국 일등공신이 되었고, 봉화백(奉化伯)에 봉해졌다. 그러나 1398년 8월 26일, 신덕왕후 소생인 이방석이 세자로 책봉된 것에 불만을 품은 이방원이 무인정사를 일으켜 피살되었다.

## 본관
봉화 정씨는 봉화현에서 대대로 호장을 세습해 온 호족세력으로 봉화지방 토속 성씨이다. 봉화(奉化)를 관향(貫鄕)으로 정한 것은 정운경(鄭云敬)과 정도전 부자의 숭덕(崇德)과 위업(威業)에서 비롯된 것이라고 『임술보(壬戍譜)』에 적혀 있다.

## 분파
용인공파(龍仁公派), 희절공파(僖節公派), 양경공파(良敬公派), 부정공파(副正公派), 소윤공파(少尹公派), 지후공파(祗侯公派), 대호군공파(大護軍公派), 주부공파(主簿公派), 참봉공파(參奉公派), 판윤공파

## 인물
- 정운경(鄭云敬, 1305년 ~ 1366년) : 1330년 문과에 급제해 1356년(공민왕 5) 병부시랑, 1358년 지형부사(知刑部事), 1359년 형부상서, 1363년 검교밀직제학(檢校密直提學)을 역임하였다.[1]
- 정도전(鄭道傳, 1342년 ~ 1398년) : 이성계를 도와 조선을 건국하여 분의좌명개국공신(奮義佐命開國功臣) 1등에 녹훈되고, 문하시랑찬성사(門下侍郞贊成事)·예문춘추관사(藝文春秋館事)에 임명되었다.
- 정도복(鄭道復) : 고려의 정치인이다.
- 정진(鄭津, 1361년 ~ 1427년)은 고려의 정치인이다.
- 정문형(鄭文炯, 1427년 ~ 1501년) : 조선의 정치인이다.
- 정병국(鄭柄國) : 대한민국의 정치인이다. 제2대 문화체육관광부 장관이다.
- 정봉주(鄭鳳株) : 대한민국의 정치인이다. 17대 국회의원이다.

## 과거 급제자
봉화 정씨는 조선시대 문과 급제자 8명을 배출하였다.
고려 문과
정도복(鄭道復) 정도전(鄭道傳) 정운경(鄭云敬)
고려 사마
정도전(鄭道傳) 정운경(鄭云敬)
문과
정굉(鄭鍠) 정문형(鄭文炯) 정석상(鄭錫祥) 정유석(鄭維錫) 정유설(鄭維卨)
정유제(鄭維悌) 정응철(鄭應哲) 정인형(鄭仁炯)
무과
정건(鄭楗) 정구대(鄭九代) 정덕수(鄭德壽) 정득성(鄭得成) 정방언(鄭邦彦)
정복흥(鄭復興) 정상운(鄭尙云) 정연(鄭淵) 정운기(鄭云己) 정원청(鄭源淸)
정이복(鄭履復) 정이성(鄭履成) 정익신(鄭益信) 정조원(鄭調元) 정지결(鄭之潔)
정태운(鄭泰運) 정호선(鄭好善) 정후주(鄭後周)
생원시
정결(鄭潔) 정문형(鄭文炯) 정수범(鄭秀範) 정수홍(鄭秀弘) 정식(鄭湜)
정옥(鄭沃) 정익하(鄭翊夏) 정충로(鄭忠老)
진사시
정굉(鄭鍠) 정문함(鄭聞咸) 정석상(鄭錫祥) 정우(鄭瑀) 정유석(鄭維錫)
정유설(鄭維卨) 정유제(鄭維悌) 정재효(鄭在孝) 정환(鄭瓛)

## 항렬자
| 21세   | 22세   | 23세   | 24세              | 25세          | 26세                       | 27세          | 28세              | 29세          | 30세              | 31세          | 32세                       | 33세          | 34세              | 35세                 | 36세                       | 37세                 | 38세                       | 39세                 |
| ------ | ------ | ------ | ----------------- | ------------- | -------------------------- | ------------- | ----------------- | ------------- | ----------------- | ------------- | -------------------------- | ------------- | ----------------- | -------------------- | -------------------------- | -------------------- | -------------------------- | -------------------- |
| 응(應) | 재(在) | 종(鍾) | 口순(淳) 口수(洙) | 병(柄) 광(侊) | 口섭(燮) 口환(煥) 口연(然) | 기(基) 규(圭) | 口용(鎔) 口현(鉉) | 태(泰) 락(洛) | 口영(榮) 口식(植) | 사(思) 현(炫) | 口중(重) 口요(堯) 口중(中) | 호(鎬) 진(鎭) | 口제(濟) 口식(湜) | 락(樂) 근(根) 채(采) | 口희(熙) 口열(烈) 口익(翊) | 길(吉) 오(五) 효(孝) | 口석(錫) 口우(鍝) 口흠(欽) | 영(永) 구(求) 해(海) |

## 조선 왕실과의 인척 관계
- 정순옹주(성종의 서녀) 부마 정원준

## 인구
- 2000년 23,173명
- 2015년 27,088명